# Кочуково (Думиничский район)
Кочуко́во — деревня в Думиничском районе Калужской области. Расположена у речки Урушки (приток р.Брынь).

## История
Впервые упоминается в переписной книге Мещовского уезда 1646 года переписи Ивана Франзбекова и подьячего Семёна Хлебникова:
```
Бурков Григорий Акинфиев сын – поместье д. Кучюково (2 дв. крест, 5 чел.,1 дв. боб., 2 чел.).
```

В 1745 г. упоминается как пустошь, проданная прапорщику Выборгского полка Николаю Леонтьевичу Яковлеву вдовой Ксенией Миколаевой, дочерью Алексея Степановича Потулова — её прежнего владельца:
```
Купчая крѣпость отъ 24-го мая 1745 г., данная прапорщику Выборгскаго полка Николаю Леонтьеву сыну Яковлеву от Ксенiи, вдовы дворянина Трифона Петрова сына Миколаева, на унаслѣдованныя ею отъ отца, Алексѣя Степановича Потулова (получившаго ихъ по раздѣлу съ родными братьями Ильею и Иваномъ) пустоши Сяглову, Реброву и Кочуковку, Мещовскаго уѣзда Сухиничскаго стана, проданныя Яковлеву за 100 рублей. (Н. Н. Кашкин. Родословные разведки. 1913 С.82).
```

В Экономических примечаниях к Атласу Калужского наместничества 1782 года (Жиздринский уезд) сказано: сельцо Кочуково, 19 дворов, 108 душ мужского и 95 женского пола, под усадьбою 11 десятин, пашни 292 десятины, сенных покосов 25, лесу 214, неудобий 10, всего 554 десятины — князя Льва Ивановича Егупова-Черкасского. На берегах речек Паниковки и Укрушки на правых сторонах, дом господский деревянной, при нем сад плодовитый; земля иловатая; хлеб и покосы средственны; лес дровяной; крестьяне на оброке.
После смерти бездетного Л. И. Егупова-Черкасского его поместье унаследовал брат Тимофей Иванович. У него был сын Лев Тимофеевич, а у того, в свою очередь, сын Иван Львович, на котором пресёкся род князей Егуповых-Черкаских.
В 1859 в сельце Кочуково 28 дворов, жителей мужского пола — 89, женского — 100. Помещицей числилась Е. К. Унковская — вероятно, родственница знаменитого адмирала.
На картах конца XIX — начала XX веков рядом с Кочуковым (в сторону Сяглова) обозначена деревня Выползово. Впоследствии, вероятно, они объединились.
В 1930-е годы — 43 двора.
После войны Кочуково фактически слилось с деревней Верхнее Сяглово, но и сейчас обе эти деревни считаются самостоятельными населенными пунктами. По данным на конец 2012 года в Кочукове — 41 двор, 125 жителей, в Верхнем Сяглове — 6 дворов, 15 жителей.

## Население
| 2002 | 2010 |
| ---- | ---- |
| 123  | ↗131 |